# Морська геологія
Морська геологія (рос. морская геология; англ. marine geology, submarine geology; нім. maritime Geologie f, Meeresgeologie f) — наука, що вивчає склад, будову та історію розвитку надр Землі, прихованих водами морів і океанів.
Об'єкт дослідження — океанічна земна кора, площа якої становить близько 71 % поверхні Землі.
Основне завдання — вивчення походження, будови й історії розвитку океанів і морів, з'ясування умов утворення і характеру розміщення в них корисних копалин.
Напрями дослідження включають:
- вивчення походження і розвитку рельєфу дна, складу, умов формування і просторові зміни донних осадів, магматичних і метаморфічних гірських порід,
- дослідження тектоніки і геодинаміки океанської кори, глибинної будови Землі, вулканізму, сейсмічності, геохім. особливостей і геофіз. полів;
- реконструкцію палеогеологічних, палеоокеанологічних і палеогеодинамічних умов; дослідження будови зон переходу океан — континент,
- походження і характеру розміщення горючих (нафта і газ), рудних (залізо-марганцеві конкреції, металоносні осади, масивні сульфіди, металоносні розсипи тощо) і нерудних (фосфорити і ін.) корисних копалин.